# 테 도이 라 비다 (2020년 텔레노벨라)
《테 도이 라 비다》(스페인어: Te doy la vida)은 2020년 방영된 멕시코의 텔레노벨라이다.